# Vlag van Spannum

Vlag van Spannum

De vlag van Spannum is de dorpsvlag van het Nederlandse dorp Spannum, in de Friese gemeente Waadhoeke. De vlag werd in 1997 geregistreerd. Het ontwerp van de vlag is van de hand van Rudolf J. Broersma.

## Beschrijving
De beschrijving van de vlag is als volgt:
In blauw, uitgaande van de broeking, een geel, schuin toelopend landsvaandel, over de vluchthelft uitlopend in drie spitse toppen, waarvan de punten de vluchtzijde in de vier even hoge stukken delen; het landsvaandel met een totale hoogte gelijk aan de vlaghoogte en in de broekhelft belegd met een rood hart, met een hoogte gelijk aan 9/20 vlaghoogte.
De kleuren zijn afkomstig van het dorpswapen.

## Symboliek
- Hart: ontleend aan het dorpswapen.[3]
- Drie punten: symboliseren de vlammen van het hart uit het dorpswapen.[3]

## Zie ook

Wapen van Spannum